# Bole Butake
Bole Butake, né le 28 juillet 1947 à Nkor et mort le 1er octobre 2016 à Yaoundé est un écrivain et enseignant d'université camerounais.

## Biographie

### Enfance et débuts
Bole Butake est né le 28 juillet 1947 à Nkor dans l'arrondissement de Noni dans la région du Nord-Ouest, alors sous tutelle britannique. Il fait ses études primaires dans une école locale, puis au Sacred Heart College de Mankon et au collège des arts, des sciences et de technologie à Bambili.

### Parcours académique
Bole Butake commence ses études universitaires à l'Université de Yaoundé où il obtient tour à tour une licence en lettres modernes anglaises en 1972, une maîtrise en 1973. En 1974, il obtient un master en littérature anglaise à l'Université de Leeds en Angleterre. En 1983, il obtient son doctorat en lettres de la faculté des lettres et des sciences sociales de l'Université de Yaoundé.

### Parcours professionnel
Il commence sa carrière en tant qu'enseignant en 1972, alors qu'il est encore étudiant à l'université. Il est envoyé par l'université comme enseignant d'anglais au secondaire en section francophone d'abord, puis devient assistant en 1974. Après l'obtention de son Doctorat, il devient enseignement d'Université et enseigne l'art et la littérature africaine. Au cours de sa carrière d'enseignant, il occupe tour à tour les postes de vice-doyen de la faculté des lettres et des sciences sociales et de chef de département des arts du spectacle et de l'archéologie.
En 1984, Bole Butake publie son premier livre intitulé Le viol de Michelle qui est le début d'une longue série de représentations artistiques. En 1993, il sort Des chaussures et quatre hommes en armes qui sera traduit en allemand sous le titre Vier Mann in Uniform und ein Berg Schuhe et diffusé sur la chaîne Westdeutscher Rundfunk Köln. La tournée est faite à la même période que les diffusions télévisées en Allemagne sur quatre représentations. 
Ses œuvres théâtrales ont pour principal sujet l'histoire, la religion, la culture, les réalités politiques et la situation socio-économique camerounaise.
En plus de ses pièces théâtrales, il se lance aussi dans le cinéma à travers des courts et longs métrages entre 1995 et 2003 sur les mutilations génitales faites aux femmes, les droits humains, la corruption, le SIDA et l'exclusion des pygmées au Cameroun. En plus de la mise en place de ses propres projets théâtraux, il participe à des collaborations avec Gilbert Doho. 
Son ouvrage Cameroon Anthology of Poetry est utilisé par le ministère des enseignements secondaires comme sujet au GCE Advanced Level.
En 1976, il crée The Mould, un magazine sur l'écriture créative pour les Camerounais anglophones dans lequel il publie plusieurs de ses poèmes. Le Magazine arrête ses publications en 1981.
Il prend sa retraite en tant qu'enseignant en juillet 2012 après 40 ans de carrière.
Bole Butake remporte plusieurs prix pour ses projets théâtraux de diverses organisations telles que l'ambassade des États-Unis au Cameroun, le British Council, l'Institut Goethe et HELVETAS, des organisations gouvernementales et des organisations non gouvernementales qui promeuvent la littérature, l'art et la culture au Cameroun et en dehors.
Bole Butake est décédé le 1er octobre 2016 à Yaoundé,. Il est inhumé dans son village natal à Nkor le 12 novembre 2016. Il est promu par le chef de l'Etat au grade d'Officier de l'Ordre de la Valeur à titre posthume.

## Œuvres

### Pièces de théâtre
- The Rape of Michelle, Yaounde, CEPER, 1984 (publication et représentation).
- Lake God, Yaounde, BET & Co (Pub) Ltd.1986 (publication et représentation).
- The Survivors, Yaounde, Editions SOPECAM 1989 (publication et représentation)[11].
- And Palm-wine Will Flow, Yaounde, Editions SOPECAM 1990 (publication et représentation).
- Shoes and Four Men in Arms,1993 (représentation).
- Dance of the Vampires (représentation en 1995 et publication in 1999).
- Lake God and other plays. Yaounde, Editions CLE, 1999.
- Zintgraff and the Battle of Manko. Bamenda, Patron Publishing House, 2003 (publication).
- Family Saga. Yaounde, Editions CLE, 2005.
- Betrothal Without Libation. Yaounde, Editions CLE, 2005.
- Cameroon Anthology of Poetry. Yaounde, Africana Publications, 2010.

### Collaborations
- Zintgraff and the Battle of Mankon, 1993 (représentation).

### Représentations télévisées
- 1995 : Mother of the house
- 1996 : Ngrung Palaver
- 1996 : The Bride Price
- 1996 : The Broken Home
- 1996 : Survival Tactics
- 1996 : Horse Game
- 1996 : The Business Woman
- 1997 : The Educated Girl Child
- 1999 : L’Exciseuse de Pouss (court métrage 27”).
- 1999 : Kam no Go (film, 55”)
- 2000 : Alien in my Land, (film, 25”)
- 2001 : Hard Road to School, Death for All in the New Millennium, Chop a Chop
- 2003 : Nyang
- 2004 : Gomen na We

## Prix et Récompenses

### Prix
- 2011 : Prix de la réussite de vie de EduART Incorporation
- 2012 : Prix Eko de littérature de l'Association d’Écrivains Anglophones Camerounais
- 2016 : Récompense du Ministère de la Culture pour sa contribution dans les arts et la culture camerounais
- 2016 : Officier de l'ordre de la valeur par le Chef de l’État camerounais

### Nominations
- 2011 : Prix Fonlon-Nichols par l'Association Africaine de Littérature
- 2016 : Prix Fonlon-Nichols par l'Association Africaine de Littérature